# Bitva u Deorhamu
Bitva u Deorhamu (nebo Dyrhamu) byla rozhodujícím vojenským střetnutím mezi Západními Sasy a Britony z jihozápadní Anglie v roce 577. Bitva, která byla velkým vítězstvím pro síly Wessexu vedené Ceawlinem a jeho synem Cuthwinem, vyústila v obsazení britonských měst Glevum (Gloucester), Corinium Dobunnorum (Cirencester) a Aquae Sulis (Bath). Důsledkem těchto saských územních zisků bylo trvalé kulturní a etnické oddělení Dumnonie (Devon a Cornwall) od Walesu, zřejmě zamezením většího pohybu obyvatel mezi oběma regiony.
Anglosaská kronika je jediným zdrojem, který obsahuje zmínku o bitvě. Ačkoli podává pouze několik detailů, popisuje ji jako velké střetnutí. Za místo bitvy je považován Hinton Hill nedaleko malé obce Dyrham v jižní části současného hrabství Gloucestershire, několik kilometrů na sever od Bathu.

## Historický kontext
Gewisové byla saská etnická skupina, která se usadila na horní Temži v Anglii ke konci 5. století. Od poloviny 6. století Gewisové expandovali na západ: jejich král Cynric bojoval spolu se svým synem Ceawlinem v roce 556 u Beranburhu (hradiště Barbury Castle) proti Britonům. Po Cynrikově smrti v roce 560 po něm nastoupil na trůn Wessexu jeho syn Ceawlin. Roku 571 je zmíněno vítězství třetího Cuthwinova syna Cuthwulfa nad Britony u Bedcanfordu (snad současný Bedford v pohoří Chiltern Hills) a dobytí měst Limbury (v současném hrabství Bedfordshire), Aylesbury (v současném hrabství Buckinghamshire), Bensington (v současném hrabství Oxfordshire) a Eynsham (rovněž v Oxfordshire).

## Záznam v kronice
Anglosaská kronika k roku 577 zaznamenává, že ten rok wessexský král Ceawlin a jeho mladý syn Cuthwine bojovali proti Britonům ze Západní země na „místě, které se nazývá [Deorham]“. Toto místní označení je obecně považováno za Dyrham v jižní části současného hrabství Gloucestershire, na prudkých svazích regionu Cotswolds, několik kilometrů severně od Bathu. Západní Sasové pravděpodobně obsadili staré opevnění z doby železné na 200 m vysokém kopci Hinton Hill asi 1 km severně od Dyrhamu. V den bitvy jim přálo válečné štěstí a tři králové Britonů, jejichž jména jsou Coinmail (Cynvael), Condidan (Cynddylan) a Farinmail (Ffernvael), byli zabiti. Archaická jména britonských králů naznačují velmi starou, možná soudobou psanou tradici. V důsledku bitvy Západní Sasové obsadili tři významná města: Glevum, Corinium Dobunnorum a Aquae Sulis, v současných hrabstvích Gloucestershire a Worcestershire východně od řeky Severn a malou oblast v severovýchodní části současného hrabství Somerset.

## Předpokládaná strategie a taktika
Údolí řeky Severn bylo vždy pro vojenské operace klíčové a některé z rozhodujících bitev v rámci saského dobytí Británie byly svedeny o jeho kontrolu. V roce 577 Ceawlin pochodoval z údolí řeky Temže přes region Cotswolds, aby si oblast podrobil a zlomil sílu Britonů v oblasti dolní řeky Severn.
Někteří historici, kupříkladu Welbor St Clair Baddeley v roce 1929, dospěli k závěru, že Sasové mohli zahájit překvapivý útok a obsadit hradiště na kopci Hinton Hill, protože ovládalo údolí řeky Avon a narušovalo komunikaci na sever a na jih mezi městy Bath a sousedními římsko-britonskými městy Gloucester a Cirencester. Jakmile danou lokalitu obsadili Sasové (a začali na místě posilovat stávající obranné stavby z doby železné), Britonové z těchto tří měst byli nuceni se spojit a společně se pokusit je vytlačit. Jejich pokus selhal a tři vzdorující britonští králové byli zabiti (jejich jména se uvádějí jako Commagil z Gloucesteru, Condidan z Cirencesteru a Farinmagil z Bathu). Jejich poražené síly byly zahnány na sever od řeky Severn a na jih od Bathu, kde, jak se zdá, začaly se stavbou obranného valu nazývaného Wansdyke v marném pokusu zabránit dalším územním ztrátám.
Vojenský historik podplukovník Alfred Burne, používající svou teorii o „inherentních vojenských pravděpodobnostech“, se rozhodl pro jednodušší vysvětlení této bitvy než Baddeley. Podle jeho názoru Ceawlin metodicky postupoval k řece Severn, přičemž tři skupiny Britonů se spojily, aby ho zastavily. Burne předpokládá, že se Britonové zformovali podél dvou mírných hřebenů přetínajících stezku, která obcházela les Braden, s hradištěm na Hinton Hill v zádech jako svým týlním zázemím – podobné postavení, jaké zvolili v bitvě u Beranburhu v roce 556. Burne poukázal na to, že pokud by saský útok donutil Britony k ústupu z jejich první linie na druhý hřeben poblíž okraje srázu, jakýkoliv další ústup by ponechal jejich boky nekryté proti útoku z kopce. Burne spekuluje, že přesně to se stalo, když tři britonští vůdci a jejich hlavní síly byli zatlačeni zpět do hradiště, zatímco saská křídla postupující kupředu obkroužila ostroh, na němž hradiště stojí. Poslední odpor v této pozici by vysvětloval, proč žádný ze tří britonských vůdců nebyl schopen uniknout.

## Následky
Bitva byla velkým vojenským, kulturním a ekonomickým úderem pro pořímštěné Britony, protože ztratili tři města: Corinium, hlavní město římské provincie (Cirencester); Glevum, bývalý opevněný tábor římských legií (Gloucester); a Aquae Sulis, proslulé lázně a pohanské náboženské centrum (Bath). Archeologický výzkum zjistil, že mnohé římské villy kolem těchto měst byly v této době stále obývány. To naznačuje, že oblast byla ovládána poměrně sofistikovanými a bohatými Britony. Nicméně nakonec byly opuštěny nebo zničeny, když se území dostalo pod kontrolu Wessexu. Oblast Cirencesteru padla do saských rukou brzy po bitvě, ale mnoho let Sasům trvalo, než kolonizovali Gloucester a Bath. V 7. století si tuto oblast podmanila Mercie.
Někteří historici věří, že tím, že se králi Ceawlinovi podařilo dosáhnout řeky Severn a oddělit od sebe britonská království ve Walesu a Cornwallu, byla tato bitva také výchozím bodem odluky, během které se velština a kornština staly dvěma odlišnými jazyky. Germánsky hovořící Sasové nyní ovládali území mezi britonskými populacemi v jihozápadní Anglii na jedné straně a britonskými populacemi ve Walesu a v oblasti Midlands, jejichž území posléze dobyli Anglové z království Mercie v 8. století. Jiní poukazují na to, že doprava po vodě byla tehdy jednodušší než po zemi, a tak stále zůstával k dispozici i kontakt po moři. A opravdu velšský genealogický záznam uvádí, že potomci velšských králů z města Pengwern založili v 7. století dynastii v oblasti Glastonbury v současném hrabství Somerset.